# Hôtel de Pierre Comère
L’hôtel de Pierre Comère est un hôtel particulier, situé entre le no 3 rue Saint-Rome et le no 9 rue Tripière, dans le centre historique de Toulouse. Construit entre 1616 et 1617 pour Pierre Comère, marchand et capitoul, il est agrandi par l'architecte Claude Pacot en 1626.
L'hôtel conserve des éléments représentatifs d'un style de transition, combinant des motifs de la Renaissance tardive et un style plus baroque. L'hôtel est inscrit partiellement aux monuments historiques en 1950.

## Histoire
L'hôtel Comére appartenait à Dominique de Laran ,capitoul en 1579-1580. Puis par un autre capitoul Jean Cluzel en 1579-1580 et  en 1586-1587. Puis par son fils, Pierre, capitoul en 1614-1615.
Pierre Comére achète l'hôtel en 1616. L'hôtel reste dans la famille jusqu'en 1748.
Son frère Géraud Comére avait fait construire au 27, rue des Changes. Elle n'existe plus.

## Description

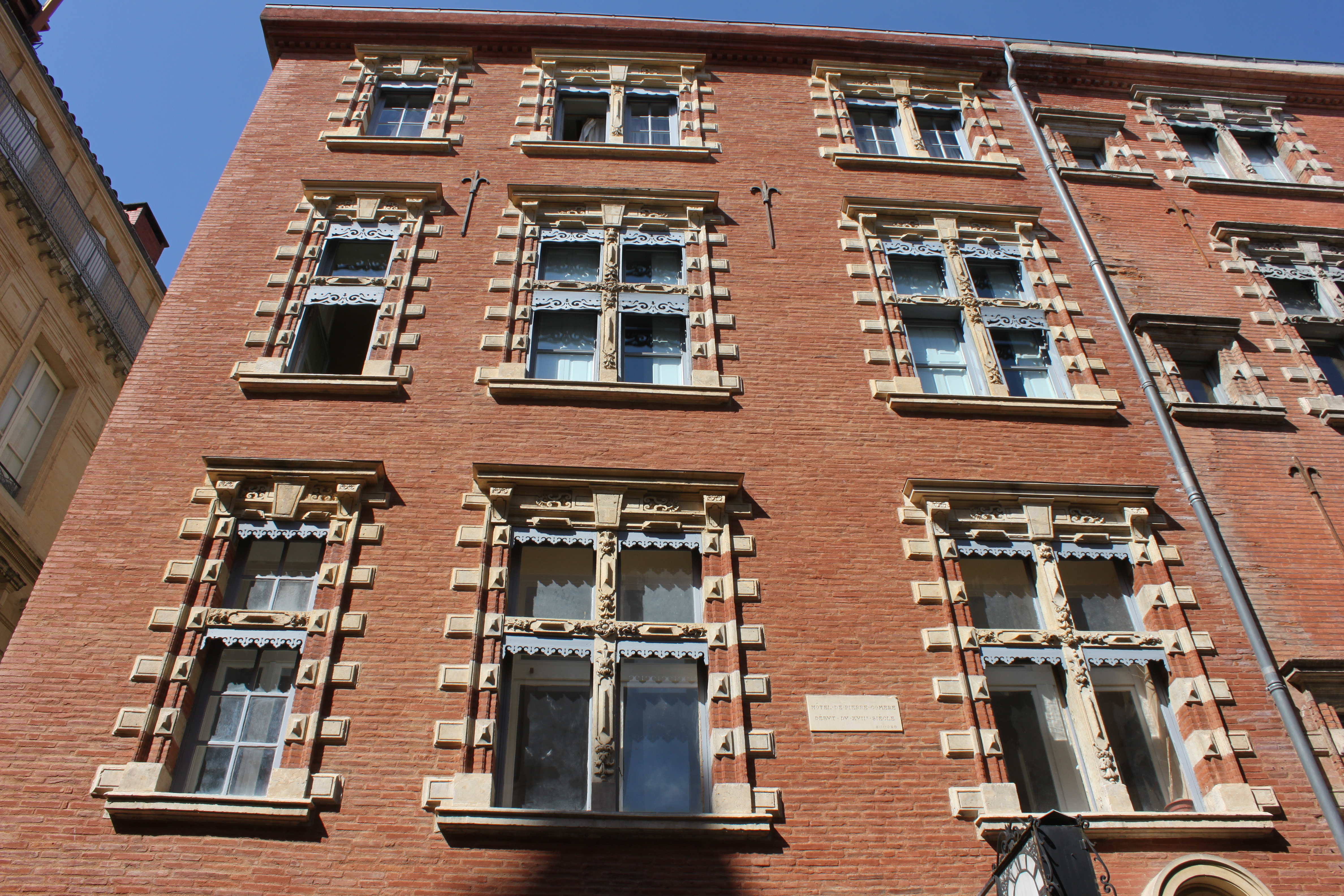
Fenêtres de la façade principale
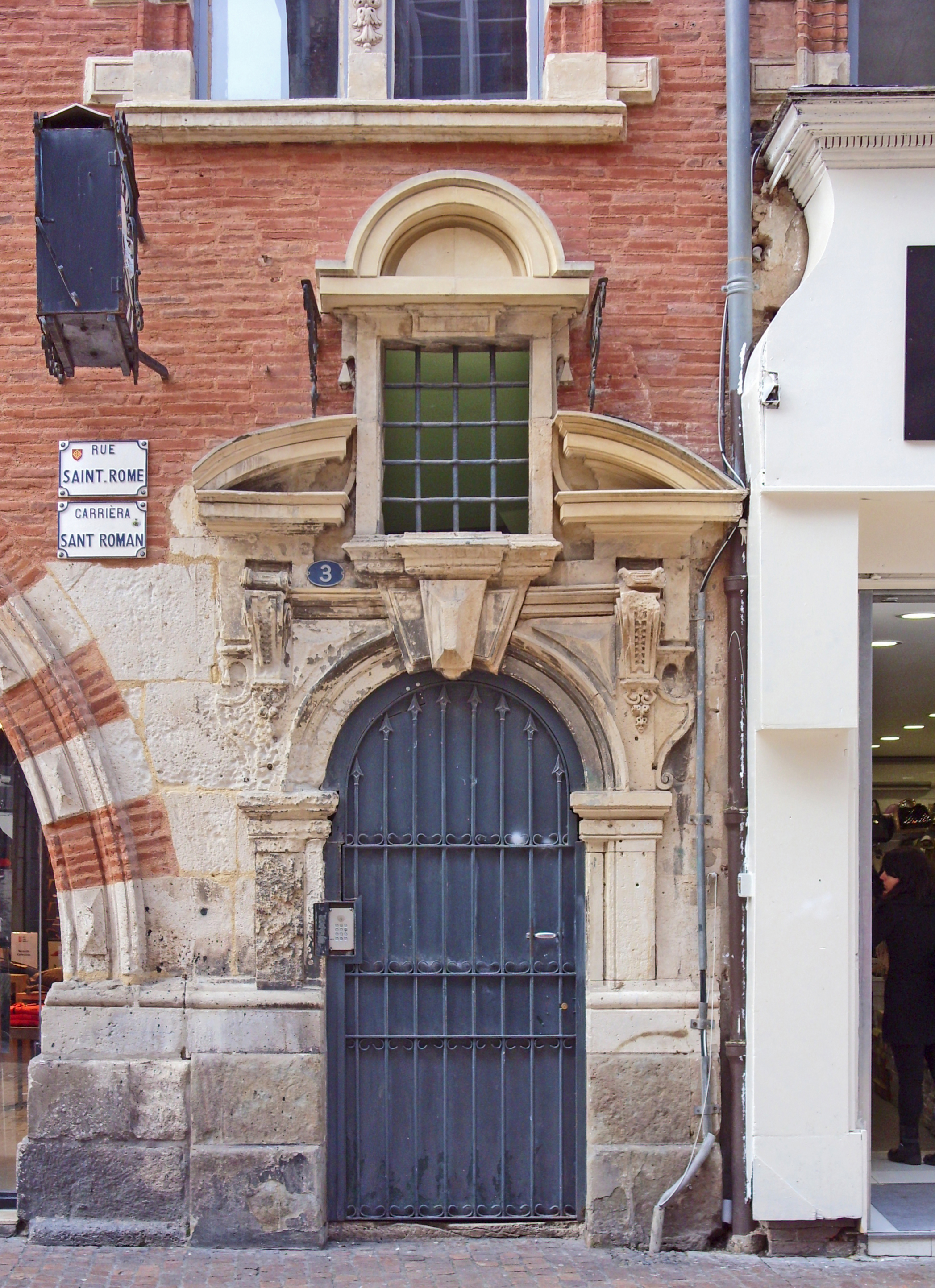
La porte d'entrée
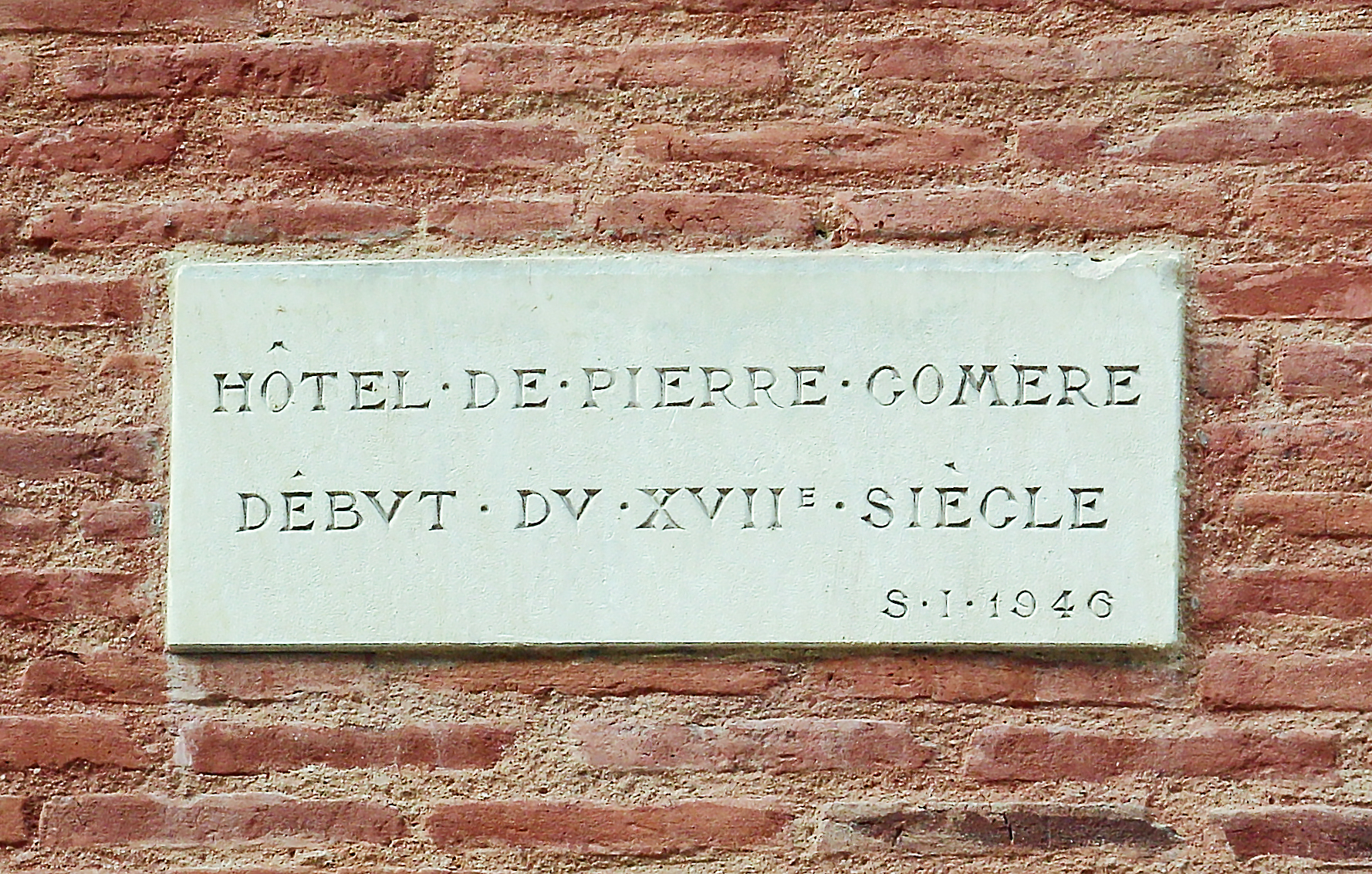
Plaque de façade
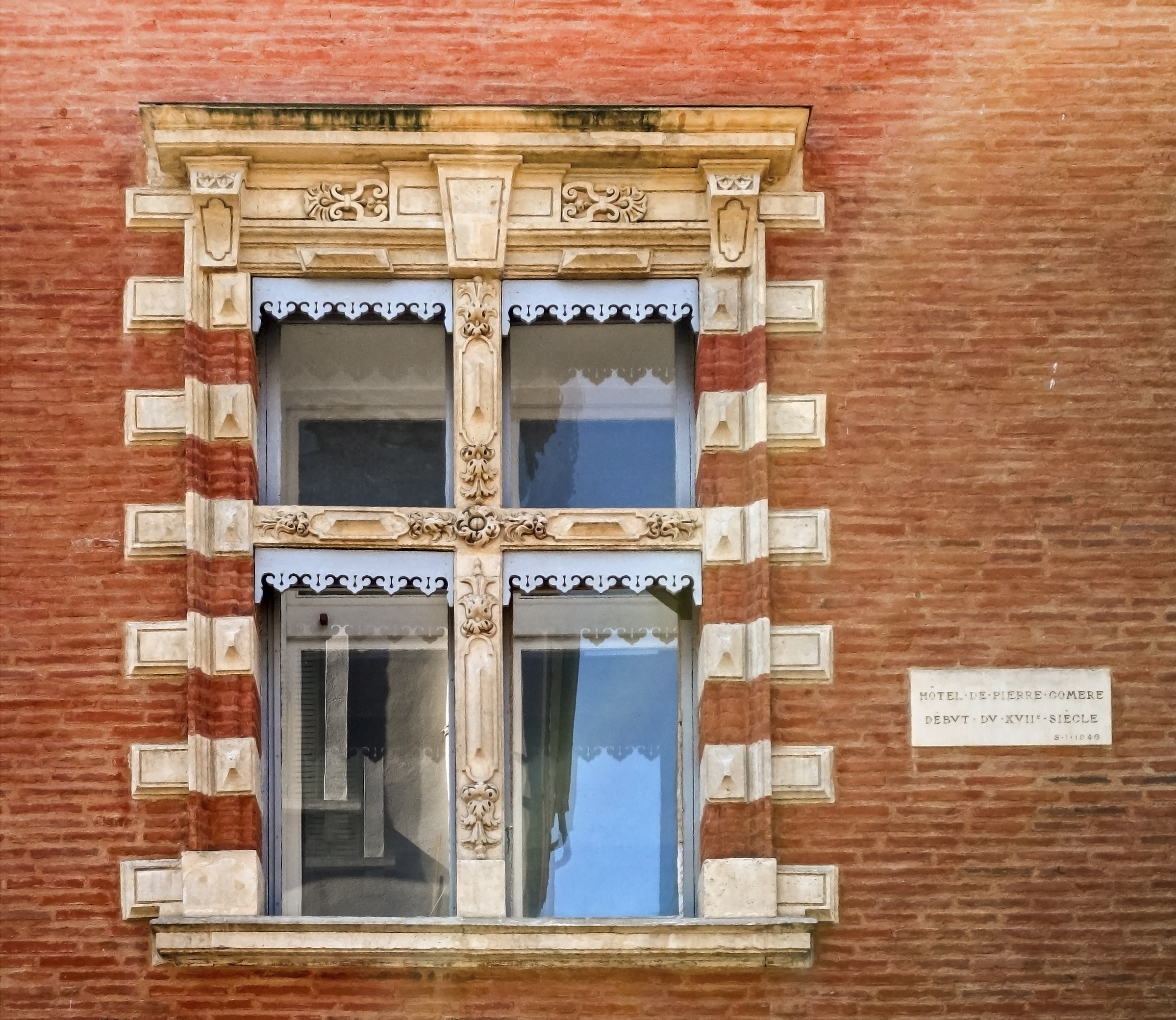
Fenêtre à meneaux
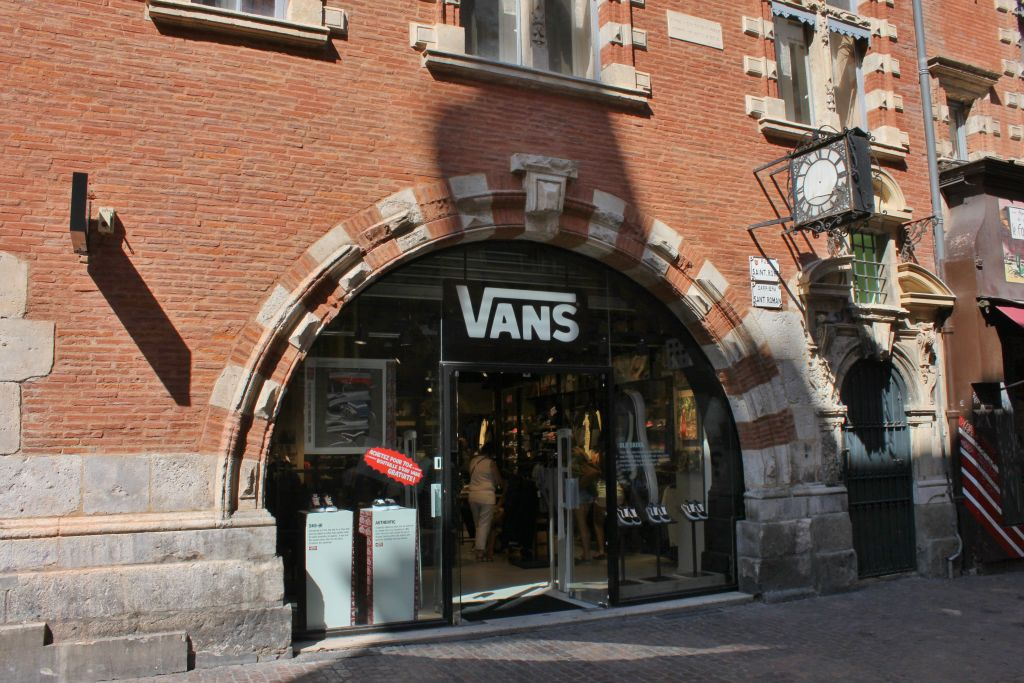
Porte
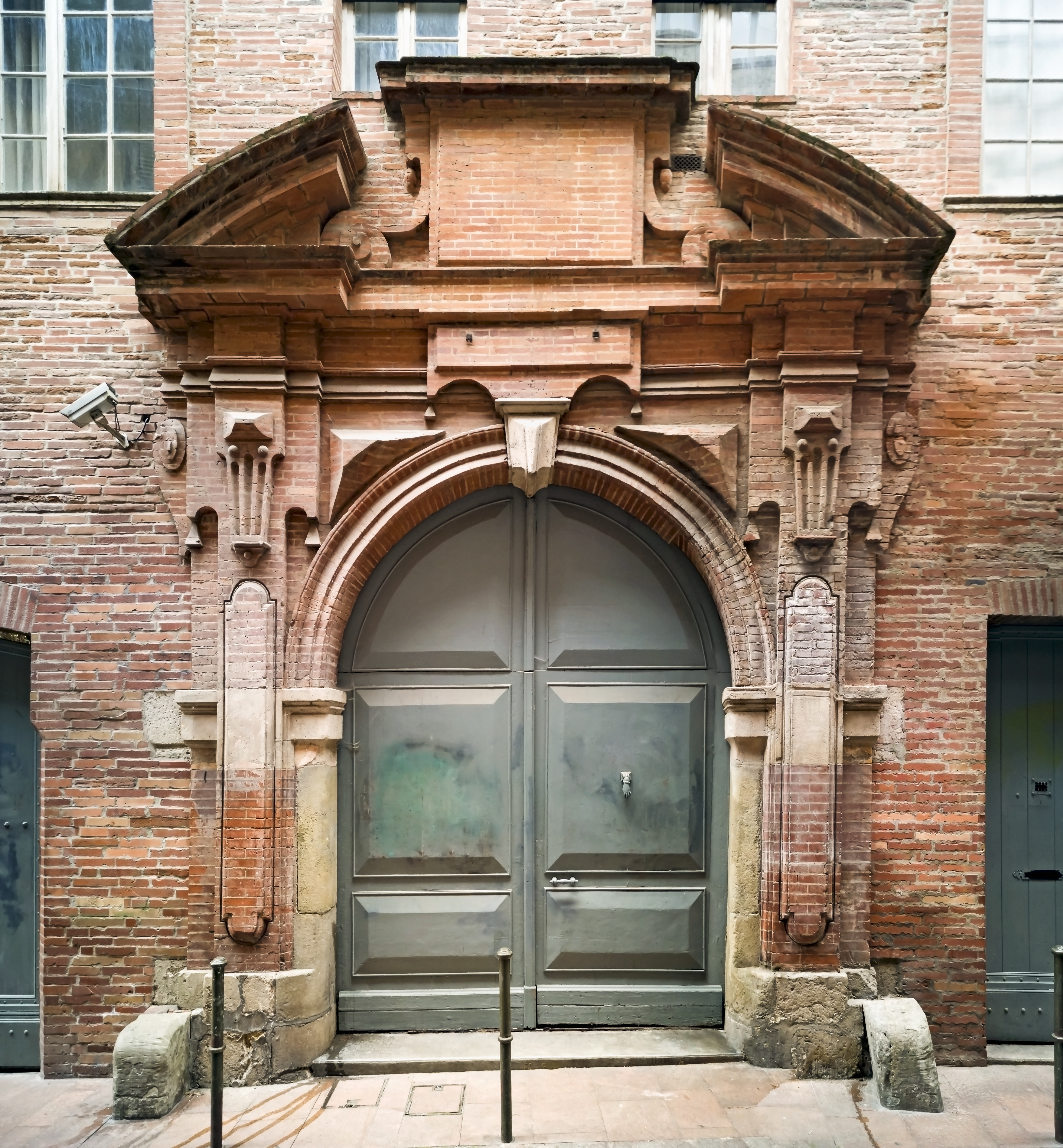
Portail à carrosse en brique taillée
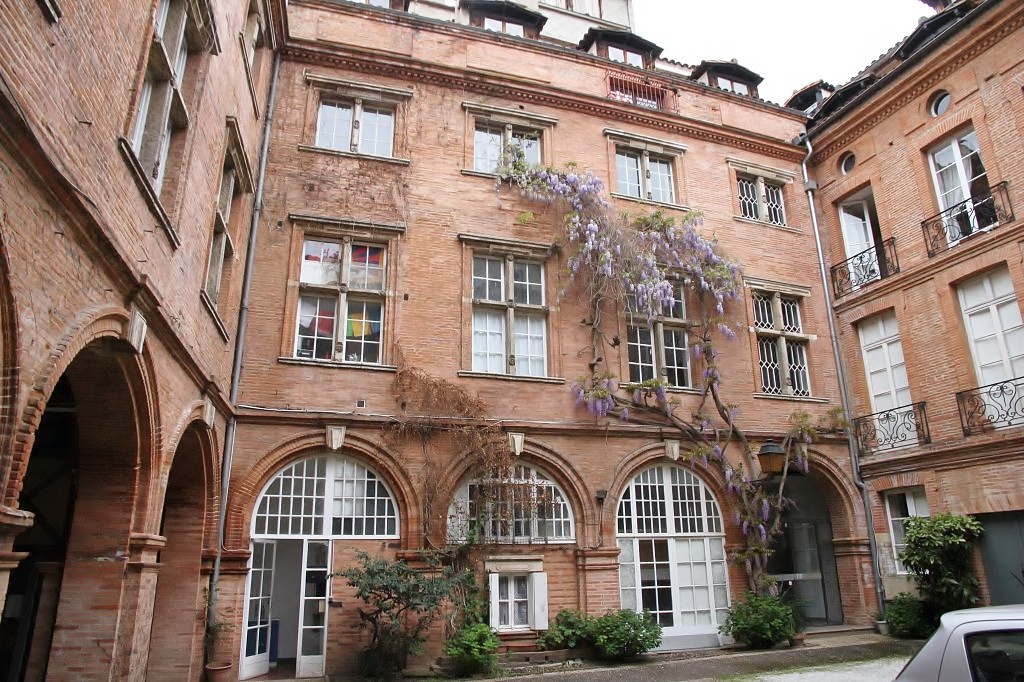
Cour intérieure de l'hôtel Comère

## Protection
L'hôtel de Pierre Comère a été inscrit au titre des monuments historiques le 30 juin 1950.